# D (řeka)
D (anglicky D River) je řeka ve městě Lincoln City v americkém státě Oregon.

## Průběh toku
Řeka spojuje jezero Devils Lake s Tichým oceánem. Je dlouhá pouhých 36 metrů (délka závisí na přílivu) a bývá označována za nejkratší řeku na světě.